# Albrecht Achilles von Plehwe
Albrecht Achilles von Plehwe (* 3. Dezember 1805 in Dwarischken (Kreis Pillkallen); † 26. Juni 1883 in Wiesbaden) war ein preußischer Generalmajor und Kommandeur der 29. Infanterie-Brigade.

## Leben

### Herkunft
Seine Eltern waren der Herr auf Dwarischken Otto Siegfried von Plehwe (1748–1810) und dessen Ehefrau Katharina Caroline, geborene Heinz (1770–1804). Nach dem Tod der Mutter heiratete der Vater 1805 Esther Christiane Heinz (1780–1866). Der Vater war auch ein Bruder des Generalmajors Karl Bernhard von Rosenbusch geb. von Plehwe.
Der preußische Generalleutnant Bernhard von Plehwe war sein Bruder.

### Militärkarriere
Er kam am 26. März 1818 als Kadett nach Kulm, wurde dort am 26. Februar 1820 Unteroffizier und ging am 15. Juli 1820 als Kadett nach Berlin. Anschließend kam er am 13. Oktober 1822 als Portepeefähnrich in das 2. Garde-Regiment zu Fuß. Dort wurde er am 15. März 1823 als Seconde-Lieutenant aggregiert und am 18. Juni 1824 einrangiert. Am 16. Februar 1837 zum Premier-Lieutenant befördert, wurde er am 13. April 1844 Hauptmann und Kompaniechef. Am 7. September 1850 wurde er zum Major befördert und in das 3. Landwehr-Regiment versetzt, wo er Kommandeur des II. Bataillons in Gumbinnen wurde. Dort wurde er am 15. Oktober 1856 zum Oberstleutnant ernannt und am 10. Januar 1857 in das 3. Infanterie-Regiment versetzt. Am 22. Februar 1859 wurde er mit der Führung des 33. Infanterie-Regiments beauftragt, gleichzeitig wurde er à la suite des Regiments gestellt. Er wurde am 31. Mai 1859 dann zum Oberst befördert und als Kommandant bestätigt. Anlässlich der Krönungsfeierlichkeiten von König Wilhelm I. erhielt er am 18. Oktober 1861 den Kronenorden II. Klasse. Unter Stellung à la suite seines Regiments wurde Plehwe am 29. Januar 1863 zum Kommandeur der 29. Infanterie-Brigade ernannt und am 17. März 1863 zum Generalmajor befördert. Anlässlich des Ordensfestes wurde er im Januar 1865 mit dem Roten Adlerorden II. Klasse mit Eichenlaub ausgezeichnet und am 6. Juni 1865 mit Pension zur Disposition gestellt.
Für die Dauer der Mobilmachung anlässlich des Krieges gegen Frankreich war Plehwe Kommandeur der stellvertretenden 29. Infanterie-Brigade. Er starb am 26. Juni 1883 in Wiesbaden.

### Familie
Er heiratete am 30. April 1842 in Berlin Ernestine von Plehwe (1826–1900), eine Tochter des Major a. D. Friedrich Adolf von Plehwe (1791–1866). Das Paar hatte mehrere Kinder:
- Otto (1844–1916),[3] 1866 nach Amerika ausgewandert ⚭ Minna von Donop († 1920)[4]
- Anna (1848–1848)